# Камден (округ, Миссури)
Округ Камден (англ. Camden County) — округ штата Миссури, США. Население округа на 2009 год составляло 40 705 человек. Административный центр округа — город Камдентон.

## История
Округ Камден основан в 1841 году.

## География
Округ занимает площадь 1696,4 км².

## Демография
Согласно оценке Бюро переписи населения США, в округе Камден в 2009 году проживало 40 705 человек. Плотность населения составляла 24 человека на квадратный километр.